# 99503 Leewonchul
99503 Leewonchul è un asteroide della fascia principale. Scoperto nel 2002, presenta un'orbita caratterizzata da un semiasse maggiore pari a 2,4073281 UA e da un'eccentricità di 0,1958409, inclinata di 7,68326° rispetto all'eclittica.
L'asteroide è dedicato all'astronomo coreano Won Chul Lee.